# Johann Christoph Bürgel
Johann Christoph Bürgel (* 16. September 1931 in Gottesberg, Landkreis Waldenburg i. Schles.) ist ein deutscher Islamwissenschaftler.

## Leben
Von 1954 bis 1960 studierte er Islamwissenschaften in Frankfurt am Main, Ankara, Bonn und Göttingen (Dr. phil. am 14. Dezember 1960). Von 1965 bis 1969 war er Assistent am Seminar für Arabistik in Göttingen. Nach der Habilitation 1968 war er von 1970 bis 1995 ordentlicher Professor an der Universität Bern.

## Schriften (Auswahl)
- Il discorso è nave, il significato un mare. Saggi sull’amore e il viaggio nella poesia persiana medievale. C. Saccone (Hrsg.). Rom 2006, ISBN 88-430-3717-X.
- Liebesrausch und Liebestod in der islamischen Dichtung des 7.–15. Jahrhunderts. Stuttgart 2013, ISBN 978-3-17-021027-1.
- Inseln der Hoffnung. Gedichte, Ghaselen, Haikus. Würzburg 2013, ISBN 3-8260-5182-3.
- Ärztliches Leben und Denken im arabischen Mittelalter. Leiden 2016, ISBN 90-04-32610-3.
- Allmacht und Mächtigkeit. Religion und Welt im Islam. Mit einem aktuellen Vorwort. Berlin 2017, ISBN 978-3-643-13605-3.